# Ганс Пульвер
Ганс Пульвер (нім. Hans Pulver, 28 грудня 1902 — 6 квітня 1977, Берн) — швейцарський футболіст, що грав на позиції воротаря, а також тренер.
Виступав, зокрема, за клуб «Янг Бойз», а також національну збірну Швейцарії. Срібний призер Олімпійських ігор 1924. Чемпіон Швейцарії та володар кубка Швейцарії.

## Клубна кар'єра
Виступав у складі клубу «Янг Бойз» протягом чотирнадцяти років. В 1929 році став з командою Чемпіоном Швейцарії. Ще двічі в роки його виступів команда була третьою — в 1926 і 1933 роках.
В 1929 році у складі «Янг Бойз» зіграв у фіналі кубка Швейцарії, де його клуб поступився в фіналі «Уранії» (0:1). Через рік у 1930 році клуб виграв національний кубок. Пульвер не зіграв у фінальному матчі проти «Аарау» (1:0), проте за кілька днів до цього виступав у півфінальній грі з командою «Етуаль» (Каруж) (4:2).

## Виступи за збірну
1922 року дебютував в офіційних матчах у складі національної збірної Швейцарії в поєдинку проти збірної Нідерландів (5:0). Протягом кар'єри у національній команді, яка тривала 5 років, провів у її формі 22 матчі.
У складі збірної був учасником футбольного турніру на Олімпійських іграх 1924 року в Парижі, де разом з командою здобув «срібло». У дуже представницькому турнірі швейцарці неочікувано зуміли дістатись фіналу змагань. У першому раунді команда легко перемогла збірну Литви (9:0). В 1/8 швейцарці лишили за бортом змагань одного з фаворитів турніру збірну Чехословаччини — 1:1 в першому матчі і 1:0 у переграванні завдяки голу Робера Паше на 87-й хвилині. В 1/4 фіналу був переможений ще один сильний суперник — збірна Італії з рахунком 2:1. В півфіналі Швейцарія обіграла збірну Швеції (2:1), але у фіналі поступилась команді Уругваю з рахунком 0:3. Пульвер зіграв в усіх матчах турніру.

## Кар'єра тренера
Тренував рідний «Янг Бойз», а також клуби «Берн» і «Тун».
Помер 6 квітня 1977 року на 75-му році життя.

## Титули і досягнення
- Чемпіон Швейцарії (1):

«Янг Бойз»: 1928–1929
- Бронзовий призер чемпіонату Швейцарії (2):

«Янг Бойз»: 1925–1926, 1932–1933
- Володар кубка Швейцарії (1):

«Янг Бойз»: 1929–1930
- Фіналіст кубка Швейцарії (1):

«Янг Бойз»: 1928–1929
- Срібний олімпійський призер (1):

Швейцарія: 1924